# The Grid (juegos de arcade)
The Grid es un juego de arcade desarrollado por Midway y publicado en 2001. Se trata de un shooter en tercera persona en la forma de un super-violento programa de televisión auspiciado por un juego de Smash TV-como anfitrión.
Fue creado por los desarrolladores de la serie de videojuegos Mortal Kombat. También cuenta con apariciones de los personajes de Mortal Kombat, Sub-Zero, Scorpion y Noob Saibot. Este último era un juego arcade de Midway.

## Modo de juego
La jugabilidad es similar a la de muchos juegos de disparos en primera persona como Quake y Outriggers, excepto que estás mirando detrás del personaje.
Este programa de juegos futurista libera a sus concursantes en una arena holográfica generada por computadora conocida como The Grid, donde una audiencia del estudio anima a los concursantes. Dinero en efectivo, puntos e incluso las vidas virtuales de los concursantes están en juego, lo que hace de esta la competencia más intensa jamás realizada. 
Los jugadores primero eligen entre ocho personajes seleccionables, cada uno equipado con su propia arma especial y superpoder. Luego, todos son transportados a la arena virtual donde tiene lugar una batalla por la supervivencia del más fuerte y el jugador con más puntos y más dinero gana. Aunque la trama fomenta ser seria, The Grid tiene muchos elementos humorísticos integrados. Hasta seis jugadores pueden competir entre sí usando un arsenal de más de 25 armas diferentes, súper movimientos y combate cuerpo a cuerpo. 
The Grid también ofrece un modo para un jugador único e igualmente atractivo en el que compites contra el reloj para conseguir suficientes puntos dentro del tiempo permitido. El panel de control consta de una bola de seguimiento, un botón de supermovimiento, un teclado y un joystick. Para fomentar la repetición del juego, el teclado permite a los jugadores almacenar su información relevante, incluidos nombres, último nivel conquistado y puntos acumulados.